# Jan Pedersen (fodboldspiller)
 For alternative betydninger, se Jan Pedersen. (Se også artikler, som begynder med Jan Pedersen)
Jan Pedersen (født 12. november 1966) er en tidligere dansk professionel fodboldspiller, som har spillet for AaB i perioden 1992-1997. Gennem karrieren blev det til 170 kampe og 22 mål for AaB. Jan Pedersen har vundet det danske mesterskab med AaB i sæsonen 1994/95. 